# Cakanovac
Cakanovac (serbisch Цакановац Cakanovac, albanisch Cakanoci) ist ein Dorf in der Opština Preševo, Serbien.

## Lage
Cakanovac liegt im Preševo-Tal etwa 6 Kilometer südöstlich Preševos. Im Westen grenzt es an das kleine Dorf Trnavska Reka, im Südwesten nach etwa 5 Kilometer an das Dorf Miratovac und im Osten nach etwa 2 Kilometern an das Dorf Cukarka. Im Norden liegen in etwa 3 Kilometern Entfernung der Ort Tasjan und der Bahnhof Preševo.

## Demographie
Die Bewohner des Dorfes identifizieren sich zu etwa 84 % als Serben und etwa 15 % als Albaner.